# Arhysosage flava
Arhysosage flava là một loài Hymenoptera trong họ Andrenidae. Loài này được Moure mô tả khoa học năm 1958.